# Stelis pactensis
Stelis pactensis är en orkidéart som beskrevs av Carlyle August Luer och Alexander Charles Hirtz. Stelis pactensis ingår i släktet Stelis och familjen orkidéer. Inga underarter finns listade i Catalogue of Life.